# Ampliación Loma Bonita, Oaxaca
Ampliación Loma Bonita är en ort i Mexiko.   Den ligger i kommunen San Pedro Ixtlahuaca och delstaten Oaxaca, i den sydöstra delen av landet, 400 km sydost om huvudstaden Mexico City. Ampliación Loma Bonita ligger 1 676 meter över havet och antalet invånare är 189.
Terrängen runt Ampliación Loma Bonita är kuperad åt sydost, men åt nordväst är den platt. Terrängen runt Ampliación Loma Bonita sluttar österut. Runt Ampliación Loma Bonita är det mycket tätbefolkat, med 3 494 invånare per kvadratkilometer. Närmaste större samhälle är Oaxaca de Juárez, 7,1 km öster om Ampliación Loma Bonita. Trakten runt Ampliación Loma Bonita består till största delen av jordbruksmark.